# جاك لو
جاكوب جوزيف ليو (بالإنجليزية: Jacob Joseph Lew)‏ أو جاك ليو (بالإنجليزية: Jack Lew)‏ وزير الخزانة الأمريكي السادس والسبعون، سياسي أمريكي وعضو في الحزب الديمقراطي، ولد في 29 أغسطس 1955، شغل منصب رئيس موظفي البيت الأبيض من 2012 إلى 2013، ومدير مكتب الإدارة والموازنة في إدارتي كلينتون وأوباما.
ولد ليو في مدينة نيويورك، ونال درجة بكالوريوس الآداب من كلية هارفارد ودكتوراه القانون من مركز القانون بجامعة جورج تاون. بدأ ليو حياته المهنية كمساعد تشريعي للممثل جو موكلي وكبير مستشاري السياسات لرئيس مجلس النواب السابق تيب أونيل. ثم عمل ليو كمحام خاص قبل أن يعمل كنائب في مكتب بوسطن للإدارة والميزانية. وفي عام 1993، بدأ العمل في إدارة كلينتون كمساعد خاص للرئيس. وفي عام 1994 عمل ليو مديرا مشاركا للشؤون التشريعية ونائب مدير مكتب الإدارة والميزانية حيث شغل منصب مدير تلك الوكالة في الفترة من عام 1998 إلى عام 2001 ومن عام 2010 إلى عام 2012. وبعد مغادرته لإدارة كلينتون، عمل ليو كمدير تنفيذي لنائب رئيس العمليات في جامعة نيويورك في الفترة من 2001 إلى 2006، ومدير العمليات في سيتي جروب من 2006 إلى 2008. ثم عمل ليو نائب أول عن وزير الخارجية لشؤون الإدارة والموارد، من 2009 إلى 2010.
في 10 يناير 2013، تم ترشيح ليو ليحل محل وزير الخزانة المتقاعد تيموثي غايتنر، للعمل في ولاية الرئيس باراك أوباما الثانية.  في 27 فبراير 2013، صادق مجلس الشيوخ على وضع ليو لهذا المنصب. وأدى اليمين الدستورية في اليوم التالي.

## روابط خارجية
- جاك لو على موقع مونزينجر (الألمانية)
- جاك لو على موقع إن إن دي بي (الإنجليزية)